# LaMelo Ball
LaMelo LaFrance Ball (født d. 22. august 2001) er en amerikansk professionel basketballspiller, som spiller for NBA-holdet Charlotte Hornets. Han har været på All-Star holdet en gang i hans karriere, og blev kåret som Rookie of the Year i 2021.

## Baggrund
LaMelo er søn af forretningsmanden LaVar Ball. Hans to brødre Lonzo Ball og LiAngelo Ball er begge basketballspillere også.

## High school karriere
LaMelo Ball begyndte i 2015 på Chino Hills High School, hvor han blev del af deres basketballhold sammen med sine to brødre. De dannede her en af de bedste hold i high school-basketball nogensinde, som tiltrakt national medieopmærksomhed. I 2016 sæsonen vandt de hver eneste kamp i sæsonen, og vandt delstatsmesterskabet. LaMelo scorede den 7. februar 2017 92 point i en kamp, som satte en ny rekord for flest point af en high school spiller i delstatens historie.
Efter at have spillet i Litauen, så vendte Ball tilbage til high school i 2018, da han flyttede til SPIRE Institute and Academy, hvor han spillede en sæson.

## Før-NBA karriere

### Prienai
Efter at LaVar Ball havde lanceret sit eget sportstøj- og sko mærke, Big Baller Brand, og underskrevet LaMelo og LiAngelo til det, så kvalificerede de to sig ikke længere som amatører, og kunne dermed ikke spille collegebasketball. I stedet, så skiftede de til litauiske BC Prienai i december 2017, hvor de skrev deres første professionelle kontrakter. Skiftet var dog ikke en succes, og i april 2018 forlod de holdet.

### Los Angeles Ballers
Ball skiftede i maj 2018 til Los Angeles Ballers i Junior Basketball Association, en række som LaVar Ball havde oprettet som et alternativ til collegebasketball. Ligaen varede et par måneder, før at den blev opløst, og Ball vendte tilbage til high school hos SPIRE.

### Illawarra Hawks
Ball skiftede i juni 2019 til australske Illawarra Hawks. Han spillede en sæson i Australien, og imponerede, da han blev kåret som Rookie of the Year. Han forlod Hawks i januar 2020 for at forbedrede sig til NBA draften.

## NBA-karriere

### Charlotte Hornets
Ball blev draftet af Charlotte Hornets med det tredje valg i 2020 draften. Han blev her sammen med sin bror Lonzo, som blev valgt nummer to i 2017, de første brødre til at begge blive valgt i top tre i NBA draften nogensinde. Han blev den 9. januar 2021 den yngste spiller nogensinde til at få en triple-double i NBA. Han blev ved sæsonens udgang kåret som Rookie of the Year.
Han fortsatte sin udvikling i 2021-22 sæsonen, hvor at han for første gang i sin karriere kom på All-Star holdet som erstatning for en skadet Kevin Durant.